# Kevin Ogletree
Kevin Ogletree (New York, 5 agosto 1987) è un ex giocatore di football americano statunitense che ha militato nel ruolo di wide receiver nella National Football League (NFL). Dopo non essere stato scelto nel Draft NFL 2009 firmò coi Dallas Cowboys. Al college ha giocato a football all'Università della Virginia.

## Carriera

### Dallas Cowboys
Ogletree firmò coi Dallas Cowboys come free agent non scelto nel Draft 2009. Il 6 settembre 2009, dopo aver disputato un training camp e una pre-stagione convincenti, Ogletree fu premiato con un posto nei 53 uomini del roster attivo. Nella stagioni 2009 ricevette 9 passaggi. Nella stagione 2010 invece, rimase inattivo per la maggior parte dell'annata. Quando finalmente ebbe l'occasione di giocare maggiormente si infortunò a un dito del piede e fu inserito in lista infortunati.
Prima dell'inizio della stagione 2012, Kevin si assicurò il posto come terzo ricevitore della squadra. Il 6 settembre, nella gara di debutto stagionale contro i New York Giants campioni in carica, Ogletree disputò la miglior partita della carriera, contribuendo in modo determinante alla vittoria 24-17 dei Cowboys. Kevin fu il miglior ricevitore della squadra con 114 yard su 8 ricezioni e segnando i primi due touchdown della sua carriera.
Nella settimana 3 i Cowboys vinsero contro i Tampa Bay Buccaneers con Kevin che ricevette 5 passaggi per 57 yard . Nella settimana 9, Kevin tornò a far registrare dei numeri importanti ricevendo 96 yard e segnando un touchdown nella sconfitta contro gli imbattuti Atlanta Falcons. Nell'ultimo turno di campionato, i Cowboys necessitavano di una vittoria sui Redskins per accedere ai playoff. Ogletree segnò un touchdown ma Dallas venne sconfitta e rimase fuori dai playoff per il terzo anno consecutivo.

### Tampa Bay Buccaneers
Il 12 marzo 2013, Ogletree firmò coi Tampa Bay Buccaneers. Il primo touchdown con la nuova maglia lo segnò nella settimana 2 contro i New Orleans Saints. Fu svincolato dopo solamente quattro gare della stagione.

### Detroit Lions
Il 2 ottobre 2013, Ogletree firmò con i Detroti Lions, alla ricerca di un ricevitore dopo l'infortunio di Nate Burleson. Il primo touchdown con la franchigia lo segnò con una spettacolare ricezione a una mano nella vittoria della gara del Giorno del Ringraziamento contro i Green Bay Packers. La sua annata si concluse disputando tutte le 16 partite (4 coi Buccaneers), con 269 yard ricevute e 2 touchdown.